# Атлы, Исмет
Исмет Атлы (тур. İsmet Atlı; 1931, Козан, Турция — 4 апреля 2014) — турецкий борец, чемпион летних Олимпийских игр в Риме (1960) по вольной борьбе.

## Спортивная карьера
Как и многие другие турецкие борцы, он выступал как на турнирах по греко-римской борьбе, так и на турнирах по вольной борьбе.
В 1951 году завоевал золотую медаль Средиземноморских игр. В 1952 году он выступил на соревнованиях по греко-римской борьбе на Олимпийских играх в Хельсинки, но был лишь 5-м. В 1953 году он участвовал в чемпионате мира, но занял лишь 4-е место, однако в 1954 году ему удалось стать вице-чемпионом мира по греко-римской борьбе. На чемпионате мира 1955 года Исмет Атлы был лишь 5-м, но зато в 1956 году выиграл кубок мира.
На Олимпийских играх в Мельбурне (1956) ему опять не повезло: он опять был четвёртым (на этот раз в соревнованиях по вольной борьбе). На чемпионате мира 1957 года Исмет Атлы завоевал бронзовую медаль в вольной борьбе, а на Олимпийских играх в Риме (1960) — золотую. На чемпионате мира 1962 года он выступал как в вольной, так и в греко-римской борьбе, и в греко-римской борьбе завоевал бронзовую медаль, а в вольной стал лишь четвёртым.
После этого он завершил спортивную карьеру, и стал работать тренером и спортивным журналистом.